# Villana de' Botti
Villana de' Botti (Florence, 1332 - Florence, 29 janvier 1361) est une femme mariée italienne membre du Tiers-Ordre dominicain reconnue bienheureuse par l'Église catholique.

## Biographie
Elle est une enfant pieux et dévouée qui s'enfuit de chez elle en 1345 pour entrer au couvent mais elle n'est pas acceptée et doit rentrer chez elle, faisant face à la colère de son père. Celui-ci décide de contrer d'autres tentatives de rejoindre un couvent, et marie sa fille avec Rosso di Piero Benintendi en juillet 1351.
Elle abandonne alors sa piété pour une vie mondaine. Un jour, alors qu'elle se prépare pour une soirée où elle est attendue, elle veut s'admirer dans un miroir mais ne voit que le reflet du démon. Elle se rend alors à Santa Maria Novella pour se confesser. Elle devient ensuite membre du Tiers-Ordre de Saint Dominique, commence à lire la bible et des récits hagiographiques et mène une vie d'austérité et de pénitence.

## Culte

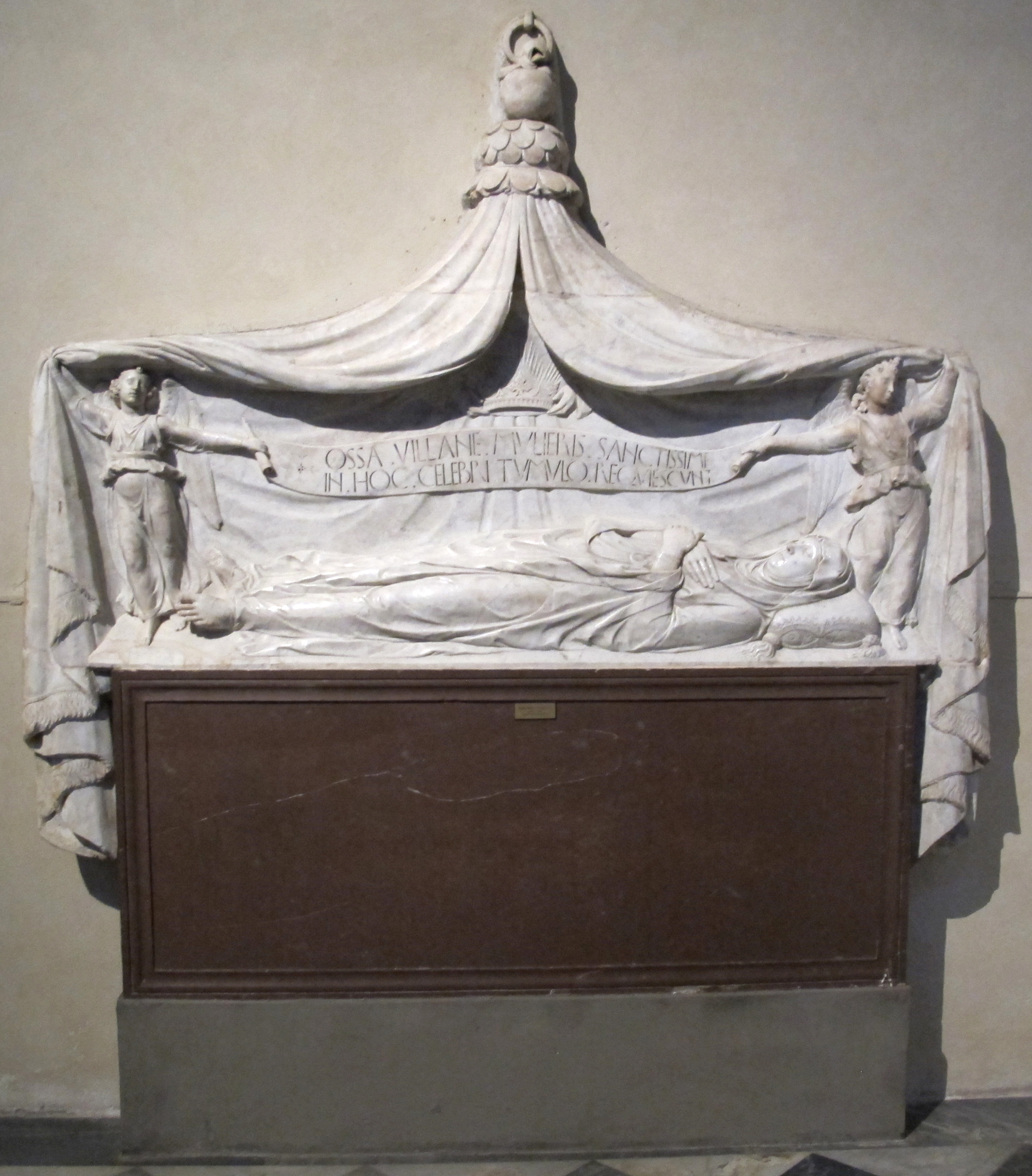
Tombeau de Villana, basilique Santa Maria Novella

Peu après sa mort, elle devient l'objet d'une dévotion locale. Son culte est autorisé par le pape Léon XII le 27 mars 1824. Son corps repose à l'intérieur de la basilique Santa Maria Novella de Florence dans un tombeau de marbre sculpté par Bernardo Rossellino.